# ローランの裂け目

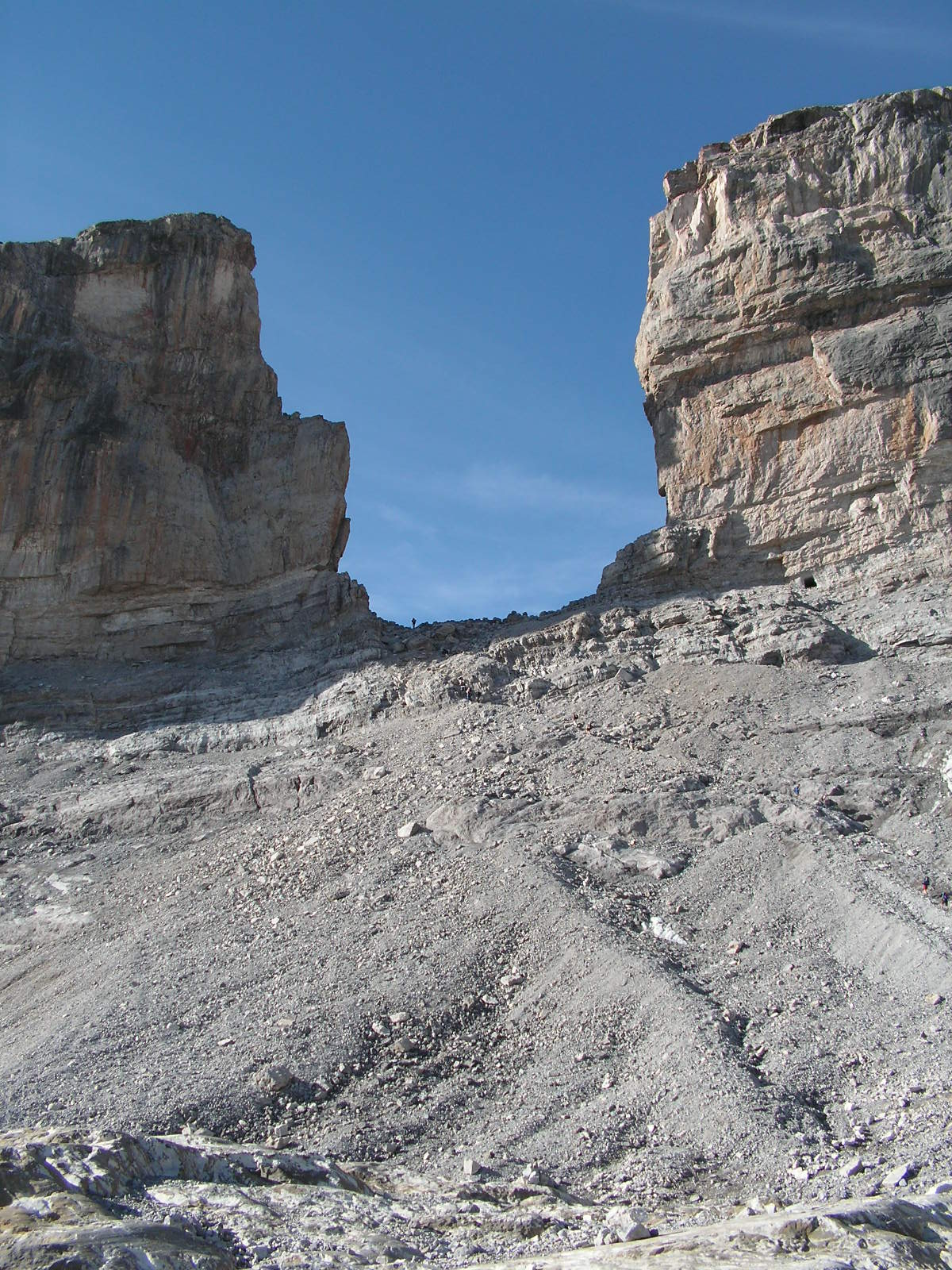
ローランの裂け目（スペイン側から）

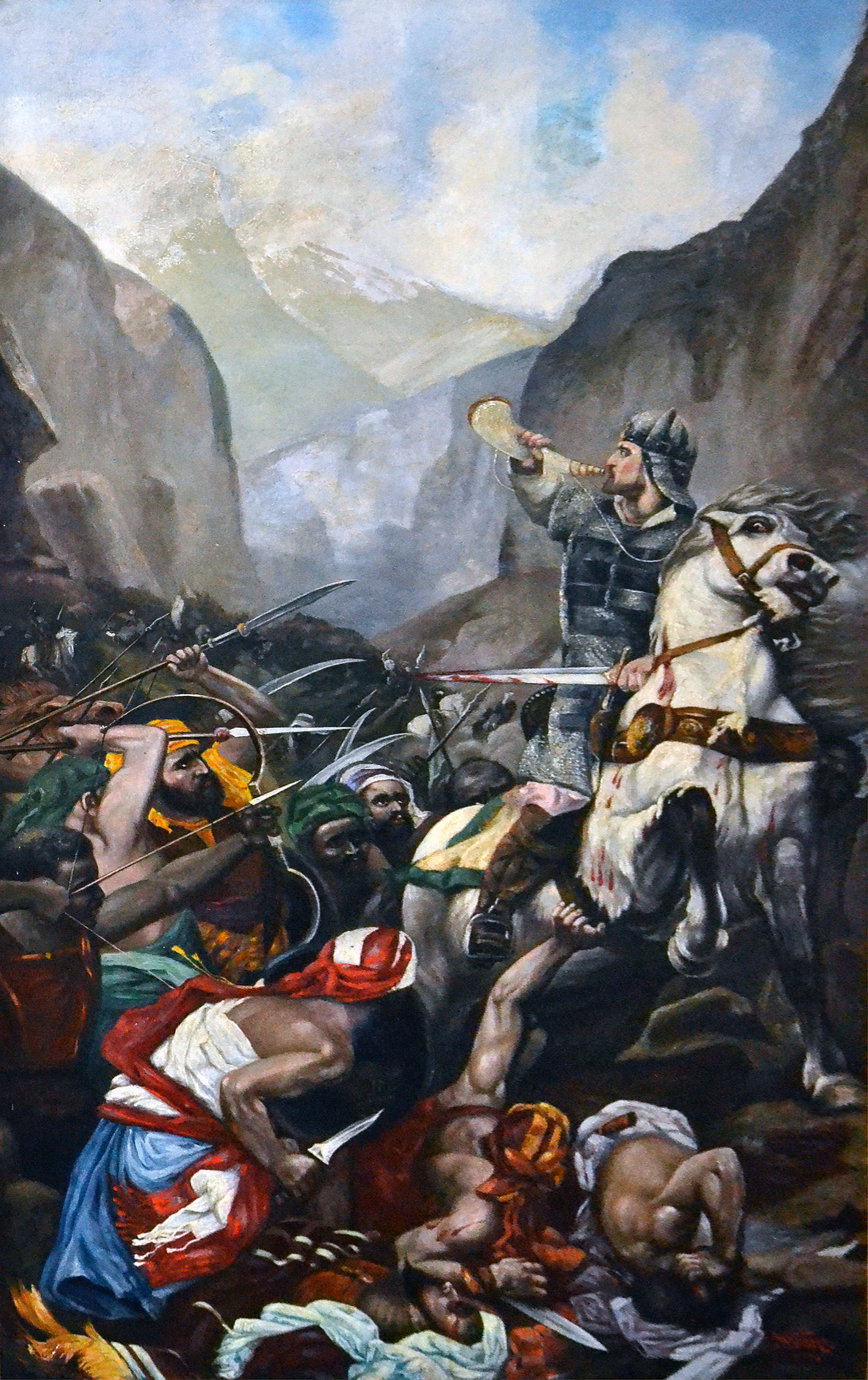
ロンスヴォーの戦い中にローランがピレネー山脈の裂け目で助けを呼んで角笛を吹く（『ローランの歌』から）

ローランの裂け目（ローランのさけめ、フランス語: La Brèche de Roland、スペイン語: La Brecha de Rolando）またはロランドの裂け目は、スペイン北部のアラゴン州とフランス南西部のオート＝ピレネー県の境にある標高2,804mのピレネー山脈にある、横幅40m、高さ100mの自然の岩山の裂け目の名前である。
フランスとスペインの国境で、スペイン側のオルデサ・イ・モンテ・ペルディード国立公園の中にあり、フランス側のガヴァルニー圏谷近くでもある

## 概要
伝説によると、ローランの裂け目は778年のロンスヴォーの戦いで敗れたローラン伯爵が、彼の剣「デュランダル」をそこの岩で壊そうとした時に切り裂いたものである。ウエスカの北約25kmにある岩場、サルト・デ・ロルダン岩にまつわる伝説の変種では、カール大帝の騎士たちの筆頭であったローラン（スペイン語ではロルダン）は、スペインを占領していたサラセン人（イスラム教徒のアラブ人）に激しく追われていた。サルト・デ・ロルダンで追い詰められたローランは、馬に乗って岩場から岩場へと飛び移り、難を逃れた。彼はそのまま徒歩で北上し、ピレネー山脈の岩を剣で叩いてローランの裂け目を作り、死ぬ前にもう一度フランスを見ることができるようにしたという。
ガヴァルニー圏谷は、ローラン伝説の舞台となったロンスヴォー峠から東南東に約150kmも離れているため、この神話の出自は不明である。
ローランの裂け目は、レフュジオ・サラデッツ山小屋から1時間ほど登ればたどり着くことができる。